# Satlok Ashram
 (décembre 2021).
Satlok Ashram est une organisation fondée par Bandi Chhod Bhakti Mukti Trust le 1er juin 1999 dans le village de Karontha à Rohtak, dans l'Haryana. Le premier programme spirituel a eu lieu du 1er au 7 juin 1999. Il compte maintenant[Quand ?] environ six ashrams dans toute l'Inde, notamment à Barwala et à Betul, dans le Madhya Pradesh.

## Histoire
En 1994, Ramdevanand Maharaj (un hindou de Garib Das Panth) choisit Rampal comme successeur,. Rampal a commencé à prononcer des discours et à initier les fidèles.
Auparavant, Rampal avait l'habitude de transmettre le Satsang en se rendant dans la maison des dévots. Au fur et à mesure que le nombre de fidèles augmentait, le besoin d'établir un ashram s'est fait sentir. Satlok Ashram Karontha a donc été créé par Bandi Chhod Bhakti Mukti Trust en 1999.

### Incident de Karontha en 2006
En 2006, Rampal s'est publiquement opposé à certaines parties de Satyarth Prakash qu'il considérait comme illogiques et peu pratiques.
Irrités par cela, les partisans d'Ārya-Samāj et ont tenté d'attaquer Satlok Ashram Karontha. La police était également présente là-bas, cependant, les policiers ne sont pas intervenus. Il y avait environ 10 000 fidèles présents dans l'ashram, y compris des femmes, des enfants et des personnes âgées. L'eau et l'alimentation électrique ont été coupées. Le 12 juillet 2006, les partisans d'Arya Samaj ont attaqué l'ashram avec des pierres, des cocktails Molotov et ont tiré dessus. Les partisans de Saint Rampal Ji ont répondu par des tirs aériens.
Dans cet affrontement violent, un adepte d'Arya Samaj a été tué. Rampal a été accusé de meurtre et arrêté. Après avoir passé plusieurs mois en prison, il a été libéré sous caution en 2008. Rampal et ses partisans ont demandé une enquête du CBI sur l'ensemble de l'incident de Karontha, mais leur demande n'a pas été acceptée,.

### Incident de Barwala en 2014
En 2014, la Haute Cour du Pendjab et de l'Haryana a émis des mandats d'arrêt sans caution contre lui après que ses partisans eurent été accusés d'avoir perturbé les procédures judiciaires. La police est allée l'arrêter le 12 novembre 2014.
Le 18 novembre, son ashram Satlok à Hisar était protégé par des milliers de ses partisans qui tenaient des drapeaux indiquant « Satsaheb ». Plus de 20 000 membres du personnel de sécurité et de la police sont entrés de force dans l'ashram, mais ils n'ont pas pu trouver Rampal pour l'arrêter. La police a utilisé des engins de terrassement pour briser le mur à l'arrière de l'ashram afin de le retrouver, mais s'est heurtée à un grand nombre d'adeptes qui auraient blessé des policiers dans le but d'empêcher leur entrée. Les corps de cinq femmes et d'un enfant de 18 mois ont été retrouvés dans son ashram.
Rampal a été arrêté dans la nuit du 19 novembre 2014, avec plus de 900 de ses partisans, pour sédition, meurtre, tentative de meurtre, complot, accumulation d'armes illégales et aide et encouragement au suicide. Rampal a été acquitté des accusations de séquestration devant le tribunal le 29 août. Il reste en prison pour d'autres chefs d'accusation, dont le meurtre et la sédition.